# Ayagaures y Pilancones
Ayagaures y Pilancones este o arie protejată (arie de protecție specială avifaunistică — SPA) din Spania întinsă pe o suprafață de 9.691,94 ha, integral pe uscat.

## Localizare
Centrul sitului Ayagaures y Pilancones este situat la coordonatele 27°52′23″N 15°36′15″W / 27.87315°N 15.60403°V.

## Înființare
Situl Ayagaures y Pilancones a fost declarat arie de protecție specială avifaunistică în octombrie 2022 pentru a proteja 4 specii de animale.

## Biodiversitate
Situată în ecoregiunea , aria protejată nu include niciun habitat protejat.
La baza desemnării sitului se află mai multe specii protejate de  păsări (4): Bucanetes githagineus, Dendrocopos major thanneri, Fringilla polatzeki, stârc de noapte (Nycticorax nycticorax).